# Le Cabinet anthropomorphique
Le Cabinet anthropomorphique est un tableau de Salvador Dalí.
Il représente une femme allongée, tête baissée, bras tendu et dont le thorax est composé de tiroirs ouverts, représentation symbolique de la mémoire.
Une sculpture en bronze représentant le personnage fut réalisée dans les années 1970.